# Basilica santuario di Santa Maria di Pozzano
La basilica santuario di Santa Maria di Pozzano è una basilica minore ed un santuario di Castellammare di Stabia, situata nella frazione di Pozzano, nella zona collinare della città ed appartenente all'arcidiocesi di Sorrento - Castellammare di Stabia, retta dalla parrocchia della chiesa dello Spirito Santo. Al suo interno viene venerato il quadro della Madonna di Pozzano, compatrona, insieme a San Catello, della città stabiese.

## Storia
La costruzione di una prima piccola chiesa, nei pressi del pozzo dove secondo la tradizione venne miracolosamente rinvenuto il quadro della Madonna di Pozzano, è databile intorno all'inizio del XV secolo, testimoniato nel 1419, da alcuni privilegi di Giovanna II di Napoli: la zona era già in epoca romana sede di un tempio pagano, dedicato alla dea Diana, come dimostrato da una colonna marmorea, ritrovata nel 1585, in seguito a lavori di scavo della chiesa e poi posta ai piedi di una croce, posizionata in modo panoramico poco prima dell'ingresso della basilica. 
Dal 1447, in un periodo in cui la Vergine di Pozzano non godeva di grossa devozione, la chiesa passò ai frati francescani, i quali furono poco dopo scacciati da Ferdinando I di Aragona, su consiglio del parroco che nutriva gelosia nei loro confronti; in seguito, san Francesco, ospite alla corte di Napoli, in viaggio verso Tours, sostò in preghiera a Pozzano, davanti l'effigie della Madonna per tre giorni e tre notti. La nuova ammissione dei frati alla chiesa fu sancita ufficialmente nel 1506 da papa Giulio II: in poco tempo fu fatta riedificare, su ordine del vescovo stabiese Antonio Flores e del governatore di Napoli Corrado Ferrante, con l'aiuto economico del Gran Capitano Gonzalo Fernández de Córdoba, una chiesa più grande, i cui lavori durano dal 1506 al 1539; furono costruiti in seguito il convento, nel 1565 la sagrestia e nel 1584 il campanile.
Durante il XVIII secolo il santuario conobbe il periodo di massimo splendore: la chiesa fu notevolmente ampliata, fu costruito il nuovo altare maggiore, la cappella di san Francesco, venne ricostruita nel 1754 la sagrestia, su disegno di Luigi Vanvitelli, fu decorato il soffitto principale e gli interni impreziosito con numerose opere d'arte di artisti come Sebastiano Conca, Girolamo Cenatiempo, Giacinto Diano ed altri appartenenti alla scuola di Luca Giordano e Raffaello Sanzio. Nel XIX secolo, con la soppressione delle case religiose, il santuario cadde in rovina e solo nel 1895 i frati poterono riacquistare la chiesa, il convento e l'orto: nel frattempo però avvenne la solenne consacrazione il 26 giugno 1874 da parte di monsignor Saverio Petagna ed il 2 luglio 1875 il quadro della Vergine fu incoronato.
Nel 1916 la chiesa fu elevata al rango di basilica pontificia da papa Benedetto XV. Durante la prima guerra mondiale il convento divenne ospedale militare e subito dopo orfanotrofio per i figli dei caduti, mentre durante la seconda guerra, i bombardamenti provocarono ingenti danni, tanto che, ricevuti i sostentamenti statali per danni bellici, nel 1947 iniziarono importanti lavori di ristrutturazione, che però portarono all'abbattimento del chiostro che conservava affreschi raffiguranti la vita di san Francesco. Il terremoto dell'Irpinia del 1980 provocò ancora una volta danni all'intera struttura: seguirono una serie di lunghi restauri che si sono conclusi nel 2006; nel 1994, nel transetto del coro, furono rinvenuti affreschi e pitture di Sebastiano Conca.

## Struttura
La chiesa si presenta con una facciata semplice, sulla quale si aprono tre portali d'ingresso, due laterali, più piccoli, ed uno centrale di maggiori dimensioni, caratterizzato da un timpano sporgente spezzato: la facciata termina con un timpano triangolare e presenta sia un piccolo rosone che una finestra rettangolare decorata con vetri policromi, raffiguranti una croce; l'accesso al sagrato è dato da una breve scalinata in marmo. 

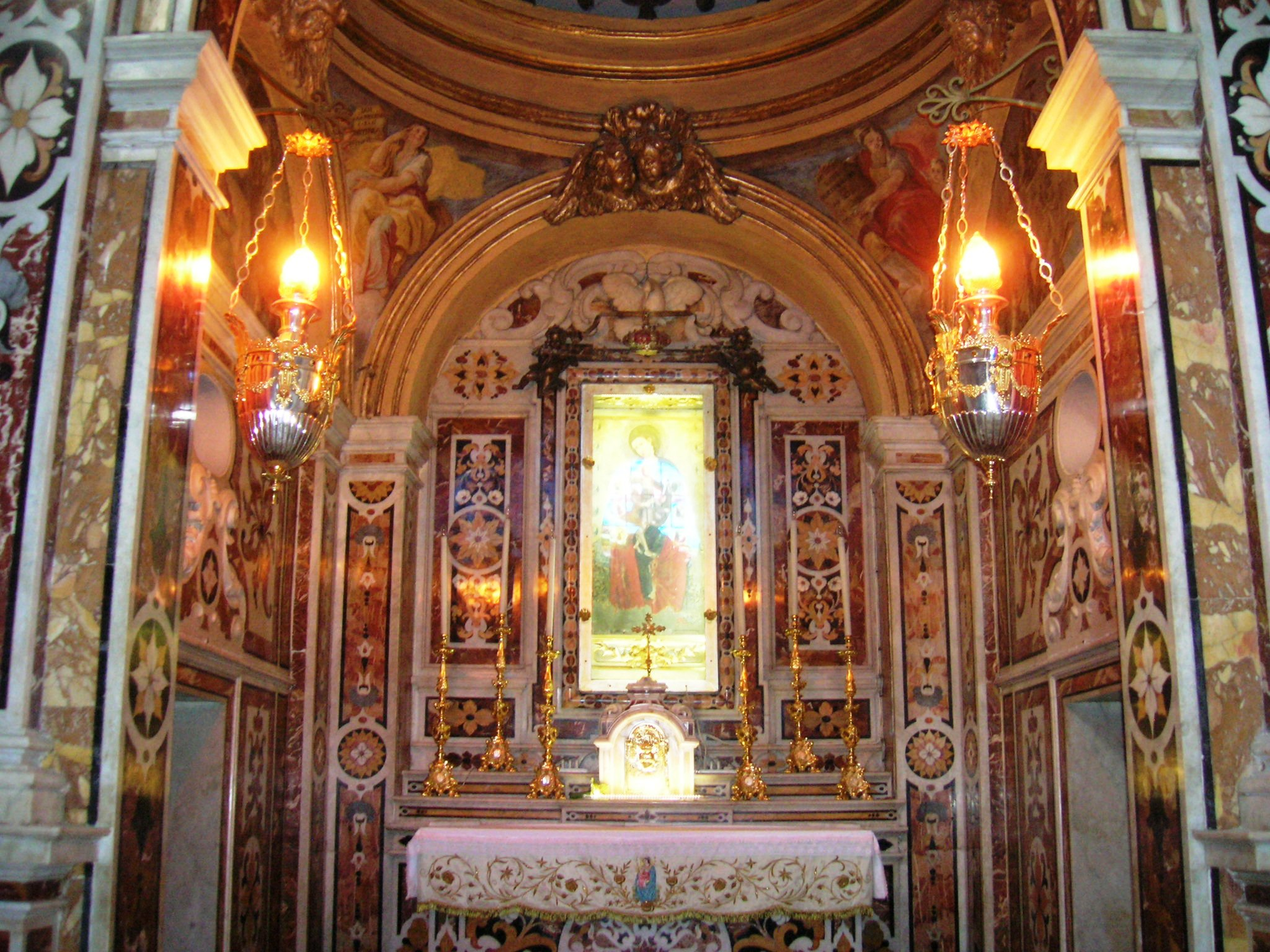
Capella della Madonna di Pozzano

All'interno la basilica è a croce latina, lunga 38 metri, alta 13 e larga 9, con una navata centrale molto ampia, con il soffitto, realizzato nel 1675, grazie al contributo del municipio di Stabia, su disegno di fra Bonaventura dei cistercensi, diviso in cassettoni e con una tavola e due tele di Michele Regolia, e due strette navate laterali; il transetto di destra non esiste ed è occupata dall'altare dedicato a San Francesco, mentre quella di sinistra è interamente occupata dalla cappella dedicata alla Madonna di Pozzano. Sul fondo della chiesa, sul portale d'ingresso è posto l'organo. Le cappelle laterali sono otto, quattro su ogni lato: sul lato destro le cappelle di san Giuseppe, dell'adorazione dei Magi, di sant'Anna e del beato Nicola da Longobardi, mentre sulla sinistra le cappelle di sant'Emidio, santa Lucia, del beato Luigi Hultrel e della Divina Misericordia.
L'altare maggiore, realizzato nel '700, con marmi policromi e protetto da una balaustra, sempre in marmo, è opera dei fratelli Ragozzino e reca una tela che raffigura l'arcangelo Gabriele nell'atto di sfuggire ai demoni, mentre sulle due pareti laterali due tele che ripropongono la Natività e la prigionia di San Girolamo, entrambe realizzate da Paolo De Matteis; alle spalle dell'altare un coro ligneo in due ordine di stalli, risalente al XVII secolo. A seguito del Giubileo del 2000 è stata posta una nuova mensa eucaristica in marmo, con capitelli settecenteschi, opera di don Battista Marello. Sul lato sinistro dell'altare maggiore, la cappella dedicata alla vergine di Pozzano: il quadro è posto in una sorta di piccolo tempio con cupola, in quale è decorato con fregi e rivestito di breccia di Sicilia, con colori che vanno dal giallo al verde, oltre a pezzi di madreperla e lapislazzuli; al suo interno diversi affreschi che rappresentano la vita di Maria ed il ritrovamento del quadro. Nel resto della cappella, di particolare importanza, due tele che ripropongono scene e pozzi biblici, opera di Bernardino Fera. La cappella di San Francesco da Paola, sul lato destro dell'altare maggiore, è in stile barocco: sull'altare è posta una statua lignea del santo; la cappella, in marmo, è sorretta da due colonne, rivestite di fiori di persico e nel suo arco sono custodite quattro tele ovali in stucco di Cenatiempo. 
Il 16 dicembre 1631, durante un'eruzione del Vesuvio, padre Bartolomeo Rosa, corettore del santuario, promosse una processione verso la cattedrale: durante il tragitto, scorse sulle acque del mare antistante la collina di Pozzano, nei pressi della torre di Portocarello, un Gesù crocifisso, ma senza la croce e nel momento in cui lo raccolse, un raggio di sole squarciò le nubi di cenere e si posò sul capo del Cristo, accompagnandolo per tutta la processione; al termine, durante la benedizione con il crocifisso, l'eruzione terminò. Si stima che quell'eruzione fece circa 5.000 le vittime a Napoli, ma nessuna a Castellammare di Stabia. Il crocifisso viene portato in processione durante le celebrazioni del venerdì Santo.

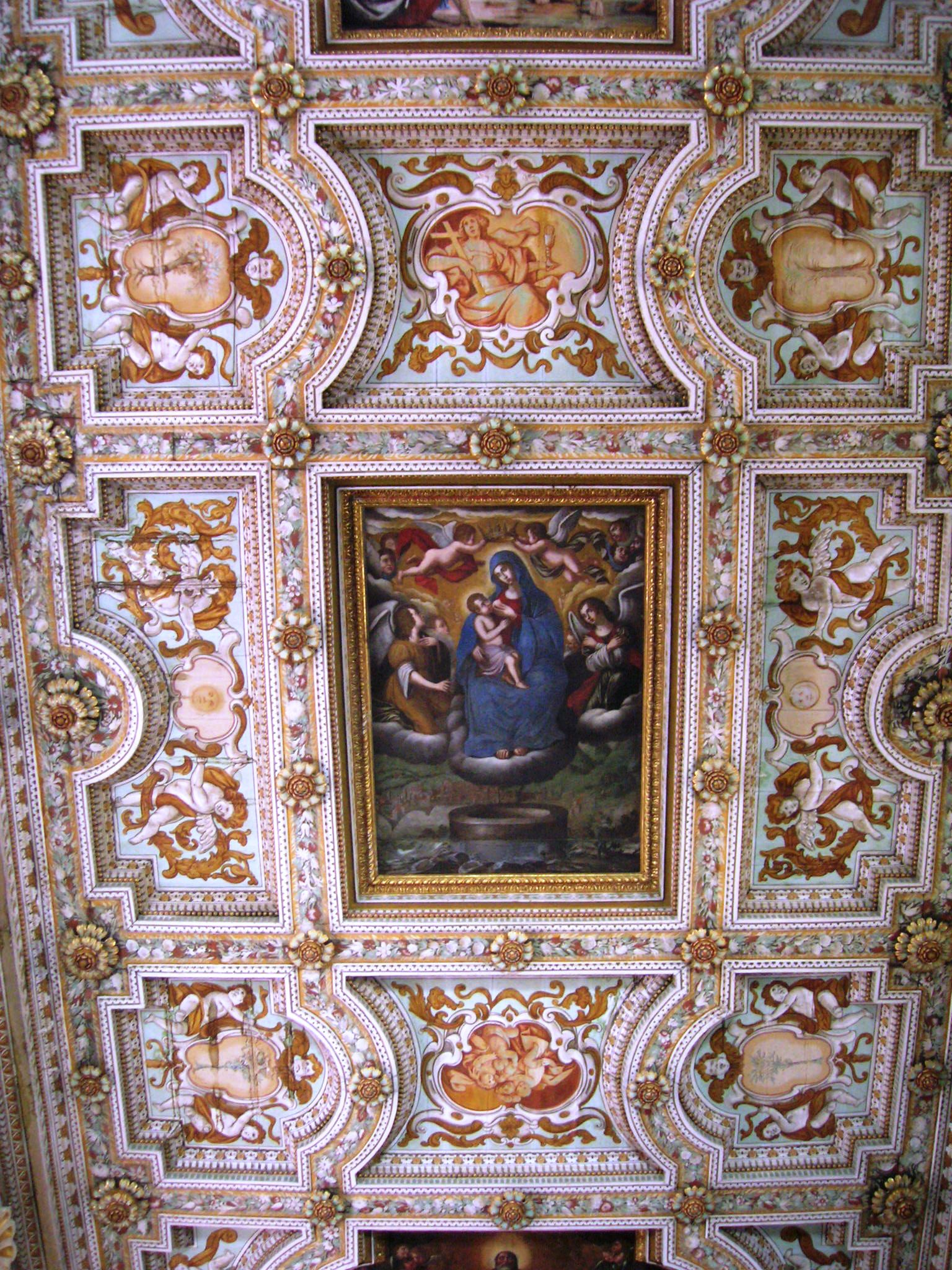
Soffitto a cassettoni

La sacrestia di Santa Maria di Pozzano, chiamata anche cappella del crocifisso, in quanto custodisce un crocifisso ligneo ritrovato nel 1631, si trova sul lato destro della cappella della Madonna di Pozzano e fu costruita nel 1545 grazie alle offerte di Francesco Cola da Pozzano e poi riedificata nel 1754 su disegno dell'architetto Luigi Vanvitelli. Si tratta di un grosso vano rettangolare, le cui pareti laterali sono divise da lesene che terminano con capitelli in stile barocco e trabeazioni: proprio le pareti sono adornate da tre grossi dipinti, di 6 metri d'altezza per 8 di lunghezza, tutti di Sebastiano Conca e che rappresentano il ritrovamento del crocifisso sulle onde del mare. La sagrestia presenta otto porte che danno sia sulla chiesa, sia al convento, sia al coro e quattro finestre, di cui due finte, in modo da assicurare una luminosità soffusa. Sull'altare principale, in una teca adornata da putti, il crocifisso. Il soffitto presenta presenta un dipinto circolare, raffigurante l'apoteosi di san Francesco di Paola, del 1769, opera di Giacinto Diano.
Nella cripta, dove si accede tramite una scala dalla navata centrale, è conservato il pozzo nel quale venne ritrovato il quadro della Madonna: questa venne costruita subito dopo la creazione della prima chiesa e fu dedicata alla Madonna del Carmine; al suo interno riposavano le spoglie di personaggi di spicco della cittadina stabiese. Fu rifatta agli inizio del XX secolo e consacrata il 24 aprile 1904: l'altare maggiore, donato da papa Pio X, è sormontato da un bassorilievo del '500 che rappresenta la Vergine del Carmelo con ai suoi piedi le anime del purgatorio, che chiedono la liberazione dalla fiamme. In un'altra sala dell'ipogeo, si conservano le spoglie di alcuni caduti della prima guerra mondiale. Il campanile fu costruito nel 1585, per essere utilizzato come torre sia campanaria, sia di avvistamento dei saraceni, incursori della zona: alto 33 metri, la parte bassa è a pianta quadrata, mentre la zona della cella campanaria è ottagonale, coronata da una merlatura; al centro, verso il piazzale, è posizionato un orologio in maioliche celesti.